# 数学巧合
在数学中，数学巧合指的是两个数学表达式的值极为接近，却未有任何理论解释的现象。
例如，2的10次方非常接近于整数1000：
{\displaystyle 2^{10}=1024\approx 1000=10^{3}}
工程学中有时会利用数学巧合，使用某个表达式去近似计算另一个表达式。

## 有理数近似
在某些情况下，用简单的有理数近似可以极其逼近某个无理数。大部分这类巧合可以用无理数的连分数表示法来解释；但是，若要进一步探究连分数展开中出现的不寻常大项，则有时是无法通过理论解释的。

### π
- 圆周率π的第一个连分数近似——[3; 7] = 22/7 = 3.1428...，由阿基米德给出，误差约为0.04%。π的连分数近似的前三项——[3; 7, 15, 1] = 355/113 = 3.1415929...，由祖冲之给出[1]，精确到小数点后6位[2]。π之所以会在连分数近似的第三项达到如此高精确度是因为连分数表示[3; 7, 15, 1, 292, ...]中的下一项——292——是不寻常的大项[3]。
- {\displaystyle \pi \approx 4/{\sqrt {\varphi }}=3.1446\dots }，其中φ为黄金分割率。此式与开普勒三角有关。有人认为胡夫金字塔的建造利用了一个或多个数学巧合，但不是刻意为之的可能性更大[4]。另一个关于黄金分割率的近似是{\displaystyle \pi \approx {\frac {6}{5}}\varphi ^{2}}，误差在0.002%以内。
- 位于圆周率小数点后第762位的连续的六个9。对于一个随机选取的正规数，能在小数点后762位就出现一组特别的六位数字的概率只有0.08%[5]。π是否是一个正规数还不为人知。

### e
- 1828这一串数字在e = 2.718281828....的小數點後9位中就連續出现了两回。
- 在1828後，459045為小數點後第10~15位，到此仍近似於有規律的有理數。
- e 的前50万位中出现了一串“99999999”（8个9）[6]。

### 2的幂
- {\displaystyle 2^{10}=1024\approx 1000=10^{3}}，误差为2.4%。对应的有理近似（rational approximation）为：{\displaystyle \textstyle {\frac {\log 10}{\log 2}}\approx 3.3219\approx {\frac {10}{3}}} 或 {\displaystyle 2\approx 10^{3/10}}，误差在0.3%以内。这个数学巧合在工程学中有实际应用：例如两个功率比为1：2的信号，分贝数大约有-3 dB的差异（准确值为3.0103 dB，见半功率点）；也可以用于联系 KiB 与 KB（见二进制乘数词头）[7][8]。

- {\displaystyle 2^{7}=128\approx 125=5^{3}}，误差约为2.4%，对应的有理近似为：{\displaystyle \textstyle {\frac {\log 5}{\log 2}}\approx 2.3219\approx {\frac {7}{3}}} 或 {\displaystyle 2\approx 5^{3/7}}，误差也在0.3%以内。在摄影中，可以应用此近似估计相机的设置：如果曝光时间从1秒减少为1/125秒，若要保持曝光值不变，可以光圈转动7格（stop）；由于光圈环转动一格，照度相差一倍，7格光圈对应的就是照度{\displaystyle 2^{7}=128}倍的变化[9]，大致符合倒易律的要求。

- {\displaystyle 2^{7/12}\approx 3/2}，误差约为0.1%。十二平均律用7个半音来近似五度相生律的纯五度即为此数学巧合的应用[9]。

- {\displaystyle 2^{8}\approx 3^{5}}

- {\displaystyle 2^{19}\approx 3^{12}}

- {\displaystyle 2^{2^{9}}\approx 12^{12^{2}}}

## 数字表达式

### 包含 π
- {\displaystyle \pi ^{2}\approx 10}；误差约为1.3%[10]，可以通过ζ函數的公式 {\displaystyle \zeta (2)=\pi ^{2}/6} 来理解这个近似[11]。
- {\displaystyle \pi ^{2}\approx 227/23}；误差约为0.0004%。
- {\displaystyle \pi ^{3}\approx 31}；误差约为0.02%。
- {\displaystyle \pi ^{5}\approx 306}；误差约为0.2%。
- {\displaystyle {\sqrt[{5}]{\pi ^{3}+1}}\approx 2}；误差约为0.004%。
- {\displaystyle \pi \approx \left(9^{2}+{\frac {19^{2}}{22}}\right)^{1/4}} 或 {\displaystyle 22\pi ^{4}\approx 2143} 精确度达到小数点后八位（出自拉马努金的《Quarterly Journal of Mathematics》, XLV, 1914, pp. 350–372）。拉马努金写道，这是通过“经验性地获得的”关于 {\displaystyle \pi } 的一个“令人好奇的近似”，和文章中的其他理论没有任何联系。

{\displaystyle {\sqrt[{4}]{\frac {2143}{22}}}=3.1415926525\dots }
{\displaystyle {\sqrt[{5}]{306}}=3.14155\dots }
{\displaystyle {\sqrt[{6}]{\frac {17305}{18}}}=3.1415924\dots }
{\displaystyle {\sqrt[{7}]{\frac {21142}{7}}}=3.14159\dots }
{\displaystyle {\sqrt[{11}]{294204}}=3.1415926\dots }
{\displaystyle {\sqrt[{27}]{26487841119103}}=3.14159265358979\dots }
一些貌似合理的近似甚至达到了极高的精确度，但仍然只是一种数学巧合。例如：
{\displaystyle \int _{0}^{\infty }\cos(2x)\prod _{n=1}^{\infty }\cos \left({\frac {x}{n}}\right)\mathrm {d} x\approx {\frac {\pi }{8}}}
式子的两边直到小数点后第42位才有所不同。

### 包含 π 和e
- {\displaystyle \pi ^{4}+\pi ^{5}\approx e^{6}}，误差约为0.000 005%。
- {\displaystyle {\sqrt[{4}]{3^{3}e^{\pi }}}\approx 5}，误差约为0.008%。
- {\displaystyle {3}^{\frac {\pi +e}{4}}\approx 5}，误差约为0.000 538%（Joseph Clarke, 2015）。
- {\displaystyle e^{\pi }-\pi \approx 19.99909998}（Conway, Sloane, Plouffe, 1988），等价于 {\displaystyle (\pi +20)^{i}=-0.9999999992\ldots -i\cdot 0.000039\ldots \approx -1}[13]。
- {\displaystyle \pi ^{3^{2}}/e^{2^{3}}=9.9998\ldots \approx 10}
- {\displaystyle e^{-{\frac {\pi }{9}}}+e^{-4{\frac {\pi }{9}}}+e^{-9{\frac {\pi }{9}}}+e^{-16{\frac {\pi }{9}}}+e^{-25{\frac {\pi }{9}}}+e^{-36{\frac {\pi }{9}}}+e^{-49{\frac {\pi }{9}}}+e^{-64{\frac {\pi }{9}}}=1.00000000000105...\approx 1}

### 包含 π 或e和 163
- {\displaystyle {163}\cdot (\pi -e)\approx 69}，误差约为0.0005%。
- {\displaystyle {\frac {163}{\ln 163}}\approx 2^{5}}，误差约为0.000004%。
- 拉马努金常数：{\displaystyle e^{\pi {\sqrt {163}}}\approx (2^{6}\cdot 10005)^{3}+744}，误差约为{\displaystyle 2.9\cdot 10^{-28}\%}，于1859年由夏爾·埃爾米特发现[14]。

### 对数
- {\displaystyle \ln 2\approx \left({\frac {2}{5}}\right)^{\frac {2}{5}}}，误差约为0.00024%。
- {\displaystyle \log _{2}(\log _{2}3)\approx {\frac {2}{3}}}

### 其他
- 偶然對消[15]：
  - {\displaystyle \,{\frac {16}{64}}={\frac {1\!\!\!\not 6}{\not 64}}={\frac {1}{4}}}，   {\displaystyle {\frac {26}{65}}={\frac {2\!\!\!\not 6}{\not 65}}={\frac {2}{5}}}，   {\displaystyle {\frac {19}{95}}={\frac {1\!\!\!\not 9}{\not 95}}={\frac {1}{5}}}，   {\displaystyle {\frac {49}{98}}={\frac {4\!\!\!\not 9}{\not 98}}={\frac {4}{8}}}，并且这四个分数的乘积恰好为1/100。
- 傅利曼數：
  - {\displaystyle \,127=-1+2^{7}}。127是最小的好傅利曼数。
  - {\displaystyle \,(3+4)^{3}=343}[16]
  - {\displaystyle \,2^{5}\cdot 9^{2}=2592}。2592也是一个好傅利曼数[17]。
- 水仙花数[18]：
  - {\displaystyle \,1^{3}+5^{3}+3^{3}=153}
  - {\displaystyle \,3^{3}+7^{3}+0^{3}=370}
  - {\displaystyle \,3^{3}+7^{3}+1^{3}=371}
  - {\displaystyle \,4^{3}+0^{3}+7^{3}=407}
- 666:
  - {\displaystyle \,\sin(666^{\circ })=\cos(6\cdot 6\cdot 6^{\circ })=-\varphi /2}，其中 {\displaystyle \varphi } 是黄金分割率[19]。
  - {\displaystyle \,\phi (666)=6\cdot 6\cdot 6}，其中 {\displaystyle \phi } 为欧拉函数。
- 生日問題中的 {\displaystyle \lambda ={\frac {1}{365}}{23 \choose 2}={\frac {253}{365}}} 与 {\displaystyle \ln(2)} 的小数点后前四位是相同的[20]。
- {\displaystyle \,31}、{\displaystyle 331}、{\displaystyle 3331}、{\displaystyle 33331}、{\displaystyle 333331}、{\displaystyle 3333331}和{\displaystyle 33333331}都是素数，但{\displaystyle 333333331=17\cdot 19607843}不是素数。
- {\displaystyle 123456789\cdot 8=987654312}。
- {\displaystyle \,2646798=2^{1}+6^{2}+4^{3}+6^{4}+7^{5}+9^{6}+8^{7}}；符合这类条件的数字中最大的一个是12157692622039623539[21]。
- {\displaystyle \,3^{3}+4^{4}+3^{3}+5^{5}=3435}。
- {\displaystyle \,(8+1)^{2}=81}。81是除了0和1以外唯一符合这类条件的数字。
- {\displaystyle \,(4+9+1+3)^{3}=4{,}913}、{\displaystyle \,(5+8+3+2)^{3}=5{,}832}和{\displaystyle \,(1+9+6+8+3)^{3}=19{,}683}[22]。
- {\displaystyle \,588^{2}+2353^{2}=5882353}与{\displaystyle \,1/17=0.0588235294117647\ldots }的小数点后前八位0.05882353有重合。5882353恰好还是一个素数。
- {\displaystyle \,10!=6!\cdot 7!=1!\cdot 3!\cdot 5!\cdot 7!}[23]。
- {\displaystyle \,1!+4!+5!=145}。符合这类条件的数只有四个：1、2、145和40585[24]。
- {\displaystyle 3^{3}+4^{3}+5^{3}=6^{3}}
- {\displaystyle 5^{6}\approx 2\times 6^{5}}

## 物理世界中的数字巧合

### 光速
光速的定义之所以是299,792,458 m/s（非常接近300,000,000 m/s的一个值），是因为一公尺的最初定义是通过巴黎的子午线上从地球赤道到北极点距离的千万分之一，而地球的周长恰好约为一光秒的2/15。光速也可以被初略地估计为一英尺每纳秒（准确值为0.9836 ft/ns）。

### 地球直径
地球的极直径约为5亿英尺，误差约为0.1%。

### 重力加速度
虽然地球的重力加速度会随着纬度和海拔的不同而变化，但其值在9.74m/s2与9.87m/s2之间，接近10m/s2。因此，根据牛顿第二定律，一千克物体在地球表面受到的重力约为10牛頓。这一巧合实际上和之前提到的 π 的平方接近10有关。公尺的一个早期定义是将半周期为一秒的单摆的摆长定义为一公尺。由于当摆角较小时，单摆的周期公式为：
{\displaystyle T\approx 2\pi {\sqrt {\frac {L}{g}}}}
在这个定义下，重力加速度就会和 π 的平方相等。后来，基于地球的周长非常接近40,000,000倍的此定义下的一公尺的事实，公尺才被重新定义为地球周长的40,000,000分之一。
另外，重力加速度的估计值9.8 m/s2等于1.03 光年/年2；这是一个非常接近1的值。

### 里德伯常量
里德伯常量乘上光速的值接近于{\displaystyle {\frac {\pi ^{2}}{3}}\times 10^{15}\ {\text{Hz}}}：
{\displaystyle {\underline {3.2898}}41960364(17)\times 10^{15}\ {\text{Hz}}=R_{\infty }c}
{\displaystyle {\underline {3.2898}}68133696\ldots ={\frac {\pi ^{2}}{3}}}

### 英里的立方与公里的立方
一英里的立方约等于{\displaystyle {\frac {4}{3}}\pi }乘以一公里的立方（误差约为0.5%），意味着一个半径为 n 公里的球体与边长为 n 英里的立方体的体积几乎相等。

### 精细结构常数
精细结构常数 {\displaystyle \alpha } 的值接近 {\displaystyle {\frac {1}{137}}}：{\displaystyle \alpha ={\frac {1}{137.035999074\dots }}} 。
值得注意的是，因为 {\displaystyle \alpha } 是一个无量纲量，所以这一巧合与人为选定的单位系统无关。